# ママ友
ママ友（ママとも）とは子どもを持つ親同士の付き合いの形態の一つ。【付き合いのある子どものママ同士という関係】という意味である。
幼い子供の母親であることを共通としてできた、母親同士という形の人間関係である。主に公園や幼稚園、保育園などで知り合うことが多い。ママ友の間では様々なトラブルが発生しており、それらがママ友マウンティング、ママ友ピラミッドなどと呼ばれている。ママ友の間でも夫がどのような職業に就いており、どれだけの収入であるかやどのような家庭環境であるか、などでママ友の間で格差（ママカースト）が発生している。
ママ友の付き合い、「ママ友ランチ」「ママ友お茶会」などが定期的に開催されていて、近況報告などをしあう。
特に中心となる人物は、「ボスママ」と呼ばれ恐れられている。またママ友の間ではトラブルやいじめが発生することが多く、それらを防ぐためのマニュアルが多く出回っている。
類似の辞書等に載っていない新語に「イヌ友（イヌを散歩させている途中、公園などで犬を介して知り合う友人）」がある。従来の類語では、たとえば「飲み友」がもともとの人間関係があって飲みに行くのに対して、きっかけが「イヌ」なり「ママ」なりで、それまで未知だった人と人間関係が結ばれる点が意味され新語となった。